# Данго Уаттара
Данго Абубакар Файссал Уаттара (фр. Dango Aboubacar Faissal Ouattara, нар. 11 лютого 2002, Уагадугу) — буркінійський футболіст, нападник клубу «Борнмут» та національної збірної Буркіна-Фасо.

## Клубна кар'єра
Уаттара розпочав професійну кар'єру на батьківщині у клубі «Маджестік». Влітку 2020 року Данго перейшов у французький «Лор'ян», де став виступати за резервну команду. 20 травня 2021 року африканець підписав свій перший професійний контракт з клубом.
8 серпня 2021 року дебютував у першій команді «Лор'яна» у матчі Ліги 1 з «Сент-Етьєном» (1:1).

## Міжнародна кар'єра
30 грудня 2021 року Уаттара дебютував у складі національної збірної Буркіна-Фасо в товариському матчі з Мавританією (0:0).
Згодом був включений до заявки збірної на Кубок африканських націй 2021 року, що проходив на початку 2022 року в Камеруні. На цьому турнірі взяв участь у трьох матчах і в грі чвертьфіналу проти Тунісу (1:0) відзначився дебютним голом за національну команду, який став єдиним у тому матчі і допоміг команді вийти до півфіналу змагання